# Bengtolle Oldinger

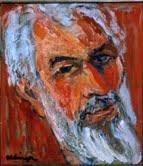
Självporträtt, 1978

Bengt Anders Valter (Bengtolle) Oldinger, född 3 november 1911 i Åmål, död 31 mars 1988 i Stockholm, var en svensk lärare, målare och tecknare.
Efter utbildning till folkskollärare på Folkskoleseminariet i Karlstad och till operasångare studerade han måleri för Otte Sköld i Stockholm 1937 och hos André Lhote i Paris 1947 och 1951. Han var lärare i Mälarhöjdens skola till 1949.
Främst målade Bengtolle Oldinger i olja och akryl, men han var även tecknare som med få linjer fångade människor i rörelse. I recensionerna framhålls hans starka kolorit, säkra penselföring  och förmåga till bildkomposition. Motiven fångades på målarresor i ett sextiotal länder. Särskilt stimulerades han av möten med folkliv och natur i Egypten, Mexiko och Japan, och han återvände gärna till fjällvärldens höstfärger och till livet på torget under somrarna i Åmål.
Konstnären är bland annat representerad i Konung Gustav VI Adolfs samlingar på Nationalmuseum i Stockholm, Tessininstitutet i Paris, Norrköpings konstmuseum och Härjedalens museum.
Åren 1943 och 1950 hölls separatutställningar i Stockholm och konstnären deltog i samlingsutställningar i Spanien 1953 och 1954. Bengtolle Oldinger hade en separatutställning 1958 på Konstakademien i Stockholm. Efter sin första utställning på Galleri Paul Ambroise i Paris 1959 bytte han signatur från Bengtolle till Oldinger. Konstnären deltog i samlingsutställningar i Paris 1960 och 1967. År 1964 var han representerad vid utställningen Art Suèdois contemporain i Musée Galerie i Paris och år 1966 diplomerades han vid Grand Prix International d'art contemporain de la Principauté de Monaco. Han höll en separatutställning 1967 hos Galleri Paul Ambroise i Paris. År 1968 invigdes Åmåls konsthall med Bengtolle Oldingers separatutställning och han hade också utställningar på Galleri AE i Göteborg och Galleri St Erik i Stockholm. I samband med 70-årsdagen 1981 hölls en retrospektiv utställning i Åmåls konsthall.
År 2011, i samband med 100-årsdagen av hans födelse, hölls utställningar på Galleri Sander i Norrköping och på Galleri Kottla i Lidingö. Oldinger är begravd på Skogskyrkogården i Stockholm.